# Elena Petrova
Elena Petrova (bg. Елена Петрова, Sofija, 1. studenoga 1975.) je bugarska glumica.

## Filmografija

### Televizijske uloge
- Staklen dom (2010. – 2011.) kao Borjana Kasabova
- Magna Aura - izgubljeni grad (2009.) kao Tara
- Morska sol (2005.) kao Anelija

### Filmske uloge
- Ljudmil i Ruslana (2008.) kao Polina Pavlova
- Anastazija Sluckaja (2003.)
- Putovanje u Jeruzalem (2003.) kao Zara
- Hajka za vukovima (2000.) kao Mona
- Kozijat rog (1994.) kao Marija
- Granica (1994.) kao Cigankata